# 完顏師姑兒
完顏師姑兒（?—?），金朝第四代皇帝完颜亮的后宫，第一代皇帝金太祖的孙女，陈王完顏宗雋的女儿。
完顏師姑兒和宋王完颜宗望的女儿完顏什古，太傅完颜宗本的女儿完顏莎里古真、完顏餘都，丽妃唐括石哥的妹妹蒲鲁胡只，完颜亮母亲大氏的表兄张定安的妻子奈剌忽，梁王完颜宗弼的女儿静乐县主完顏蒲剌、完顏習撚，完颜宗磐的孙女郧国夫人完顏重節都有丈夫，其中只有完顏什古的丈夫已经去世。完颜亮派侍女高师姑、内哥、阿古等人召她们入宫，与她们私通。这些妃主宗妇被私幸的，都分属诸妃，出入位下。奈剌忽出入元妃（大元妃）位，蒲鲁胡只出入丽妃（唐括丽妃）位，莎里古真和餘都出入贵妃（唐括贵妃）位，什古、重节出入昭妃（蒲察昭妃）位，蒲剌、师姑儿出入淑妃位。